# Japán labdarúgó-bajnokság (másodosztály)
J2 League (J2リーグ; Hepburn: J2 Rīgu) a Professzionális Japán Labdarúgó Liga (日本プロサッカーリーグ; Hepburn: Nippon Puro Sakkā Rīgu) második vonala, a Japán Labdarúgó-szövetség másodosztálya. Az osztály a többi J. League osztállyal egyetemben jelenleg a Meiji Yasuda Life szponzorálása alatt áll, és ezért hivatalosan a Meiji Yasuda J2 League nevet viseli. A 2014-es szezonig a J. League Division 2 nevet viselte. Jelenleg a J2 League a második szintet képviseli a Japán Labdarúgó-szövetség rendszerében. A legmagasabb osztályt a J1 League képviseli. (Az egyszerűség kedvéért a továbbiakban J1, J2, illetve J3 [League].)
Másodosztályú labdarúgás már 1972 óta létezik Japánban; mindazonáltal csak az 1999-es szezon során lett hivatásos profi liga 10 csapat részvételével. A legmagasabb osztályból egy kieső csapat csatlakozott a már fél-profi másodosztály és a korábbi Japan Football League (Japan Futtobōru Rīgu (ジャパンフットボールリーグ?; Japán Futball Liga) 9 csapatához, így jött létre a J2 League. A fennmaradó hét klub a Japan Football League-ből, az újonnan alakult Yokohama FC és az egyetlen feljutó a regionális ligákból (Japanese Regional Leagues; 地域リーグ; Chiiki Rīgu) alkotta meg az új, akkor már harmadosztályt jelentő Japan Football League-t. A harmadosztályt jelenleg J3 League néven ismerjük. (Mivel Japánban a futballal kapcsolatos kifejezések jó részét az angolból vették át, a továbbiakban a szócikkben is az angol kifejezés lesz olvasható.)

## Történet

### A japán másodosztály kialakulásának fázisai

#### Amatőr korszak (1999-ig)
A Japán Labdarúgó Szövetség országos másodosztálya először 1972-ben alakult meg, amikor a Japan Soccer League (日本サッカーリーグ Nihon Sakkā Rīgu?; Japan Soccer(Amerikában használt kifejezés a labdarúgásra) League megalkotta a másodosztályt. A 10 alapító klub közül, 5 később szerepelt a J. League-ben: a Toyota Motors (első bajnok), a Yomiuri, a Fujitsu, a Kyoto Shiko Club és a Kofu Club. 
Az új liga 10 csapatból állt, csakúgy mint az első osztály, és a kezdetekben mind a bajnok és a második helyezett számára feljutási mérkőzést kellett játszani a magasabb osztályba való kerüléshez az első osztály utolsó helyezettjei ellen.  Ezt a követelményt a bajnok számára 1980-ban, a második helyezett számára pedig 1984-ben eltörölték így a helyezés automatikus feljutást eredményezett.
1977 előtt, a csapatoknak a másodosztályba való bekerülés érdekében el kellett jutniuk az All Japan Senior Football Championship (Zenkoku Shakaijin Sakkā Senshuken Taikai, 全国社会人サッカー選手権大会; Országos Japán felnőtt labdarúgó bajnokság) döntőjébe, majd azután osztályozó mérkőzésen dőlt el a feljutás a másodosztályban szereplő tabella utolsó két helyezettjével szemben. 1977 után az új Regional Football League Competition  (全国地域サッカーチャンピオンズリーグ, Zenkoku Chiiki Sakkā Championzu Rīgu; Országos Futball Liga Verseny) szolgált a feljutásra aspiráló csapatoknak lehetőségként. 1985-ben , a másodosztály létszáma 12 csapatra növekedett majd 1986-ban, ez a szám 16-ra nőtt. 1989-ig, a tabella Nyugati és Keleti csoportra volt osztva, földrajzi helyzettől függően; ezen évet követően egészen 1992-ig egycsoportossá vált az osztály.
1992-ben, a J. League megalakulása után, a JSL másodosztályt átnevezték a (korábbi) Japan Football League-re (Nihon futtobōru Rīgu (日本フットボールリーグ?;Japán Futball Liga[A Nihon japánul jelenti Japánt, mint ország]). A liga fel lett osztva két egymásnak alárendelt osztályra, melyekben 10-10 csapat szerepelt. 1994-ben, a JFL ismét egy osztállyá egyesült. Ahogy a J. League létszáma megnövekedett, szükség lett egy másik feljutási és kiesési rendszert magába foglaló másodosztályra, hiszen a professzionális ligában szerepelni vágyó csapatok száma is megnövekedett (különösen a Bellmare, a Reysol, a Cezero és a Jubilo esetében akik JSL első osztályú bajnoknak mondhatták magukat de nem lettek kiválasztva az újonnan induló J. League-ben való szereplésre.

#### A hivatásos ligává válás időszaka (1999–2004)
1999-ben a liga infrastruktúrája nagy változáson esett át. A ligához csatlakozott 9 fél-profi csapat a JFL-ből és egy kieső a J. League-ből, hogy megalkossák az immáron két osztállyal rendelkező rendszert, amelyek immáron profi rendszerben működtek. A legmagasabb osztály a J. League Division 1 (J1) 16 csapattal, míg a másodosztály a J. league Division 2 (J2) 10 csapattal rajtolt el 1999-ben.  A korábbi másodosztály a Japan Football League, vált az akkori harmadosztállyá.
A J2-es klubbá váláshoz szükséges kritériumok nem voltak annyira szigorúak, mint a legmagasabb osztályéi. Ez lehetővé tette a kisebb városoknak és településeknek hogy fenntarthassanak egy csapatot anélkül hogy olyan szintű befektetést kelljen tenniük mint, a J1-es csapatoknak.  Valójában olyan csapatok, mint a Hollyhock mindössze 3,000 fős mérkőzésenkénti átlag nézőszámmal és minimális befektetéssel is igen jól szereplő csapatok voltak a J2-ben.
A J2-ben szereplő csapatoknak időre volt szükségük hogy felépítsék a csapatukat a legmagasabb osztályban való szereplésre, hisz eközben folyamatosan próbálták fejleszteni az utánpótlás-képzési rendszerüket, a stadionjukat, az anyagi helyzetüket és csapatnak otthont adó várossal való kapcsolatukat is. Olyan csapatok, mint a Trinita, az Albirex, a Frontale vagy a Ventforet sikeresen teljesítették ezeket a feltételeket. Az előbb említett csapatok eredetileg a J2-ben indultak 1999-ben relatíve kis csapatként, de idővel a J1-be való feljutást ünnepelhették külön-külön 2002, 2003, 2004 illetve 2005-ben. Még akkor is ha a Kofu és az Oita később kiestek a másodosztályba, jelenleg is jól működő csapatok maradtak közel 10,000 fős mérkőzésenkénti átlag nézőszámmal.
Az idő előrehaladtával a Liga elkezdte követni az Európában megszokott szabályrendszert. Az első három szezonban (1999-2001) a mérkőzések döntetlen végeredmény esetén hosszabbítással folytatódtak. A hosszabbítás 2002-ben meg lett szüntetve és a Liga bevezette az Európában akkor már általánossá vált 3-1-0 pontrendszert.

#### Korai bővítések (2004–2009)
Két Japan Football League klub, a Hollyhock és a Yokohama FC csatlakozott a J2 Leaguehez 2000 illetve 2001-ben. A Mito először az 1999-es szezonban próbálkozott sikertelenül, a következő szezonban viszont már több szerencsével. Ugyanakkor a Flugels szurkolói által létrehozott Yokohama FC tulajdonképpen eltűnt, miután egyesült a Marinos-szal 1999. január 1-én. Lényegében ez a két csapat részt tudott és kellett is volna vegyen a Ligában annak indulási évében a másik 10 csapattal együtt, és elkerülhetetlen volt hogy idővel bekerüljenek a Ligába.
Mindazonáltal, e két csapaton kívül úgy tűnt, hogy nincs érdeklődés az alacsonyabb osztályú csapatok részéről a feljebb kerülés iránt, így a következő néhány szezonban a Liga létszáma nem bővült. Ám 2004-ben két csapat is érdeklődést mutatott, és a Thespa és a Vortis is bekerült a Ligába. Két évvel később a 2006-os szezonban az Ehime FC követte őket. Mint kiderült, több csapat is a professzionális labdarúgás részévé akart válni, de a korai 2000-es években ezek a csapatok még a regionális ligákban szerepeltek és három négy évre volt szükségük ahhoz, hogy egyáltalán ilyesmire törekedjenek.
Nyilvánvaló, hogy a másodosztályú professzionális labdarúgás koncepciója, az a tény, hogy a klubok profi szinten viaskodhatnak egymással, és mindezt alacsony költségvetésből, nagyon vonzó volt több amatőr csapat számára is országszerte Japánban. A 2006-os szezon elején a Liga felmérést végzett a Ligán kívüli csapatoknál, hogy kiderüljön hány csapat lenne érdekelt a professzionális ligában való részvételben. Az eredmények azt mutatták, hogy körülbelül 40-60 csapatnak van terve Japánban arra, hogy a következő 30 év alatt a profi ligában is kipróbálja magát. A Liga szempontjából a J. League "Száz éves víziója" a 90-es évek végétől pozitív irányba mozdult el.
Ennek fényében a Liga vezetősége létrehozott egy bizottságot és két praktikus lehetőséget vett górcső alá, mint a további bővítés opcióit: vagy a már meglévő másodosztály bővítését vagy új harmadosztály létrehozását. Más szóval a Liga választás elé került: vagy a Ligán kívüli csapatoknak kell elérniük a J2 sztenderdjét, vagy létrehoznak egy harmadosztályt a Ligán kívül álló csapatoknak, ahol felkészülhetnek a J2-ben való szereplésre. Több tanulmány elvégzése után, a bizottság azt a professzionális döntést hozta, hogy a Liga legfőbb érdekében az áll, hogy kibővítsék  22 fősre a harmadosztály létrehozása helyett. Több ok is közrejátszott abban, hogy a bizottság erre a döntésre jutott. 
- A Japan Football League, majd a Japán labdarúgó rendszer harmadik vonala már ellátta azt a feladatot, hogy felkészítse a Ligán kívüli csapatokat a magasabb osztályban való szereplésre.
- Ekkoriban azok a Ligán kívül álló csapatok, amelyek érdekeltek voltak a profivá válásban még regionális vagy prefektúrális bajnokságokban szerepeltek, kettőtől négy szintig a J2 alatt.
- Huszonkét csapat a tökéletes létszám a J2 League-nek, hiszen elég hazai mérkőzésszámot biztosít a megfelelő évenkénti bevételhez, ugyanakkor megfelelő versenyhelyzetet teremt a dupla oda-visszavágós rendszert megtartásához.
- A legtöbb európai liga is hasonló rendszerben épül fel ahol a másod és harmadosztályok is több csapatból állnak mint a legmagasabb osztály.

A bizottság újra létrehozta az Associate Membership System-et (Jei Rīgu hyakunen kōsō kurabu ;Jリーグ百年構想クラブ?;J. League 100 éves klub-cél tervezet) a 2006-os szezonban. Ez lehetővé tette a bizottság számára, hogy azonosítsa azokat a csapatokat, amelyek érdekeltek a bekerülésben, és biztosítsa számukra a szükséges forrásokat. A tagság kizárólag azoknak a ligán kívüli csapatoknak volt létrehozva, amelyeknek céljuk volt csatlakozni a J. League-hoz, és megfeleltek már a J2-ben való szereplés legtöbb kritériumának. Több csapat, amelyek a Japan Football League és Regional Leagues tagjai, jelentkezett, és kapott tagságot. Szervezeti tagok, akik a négy legjobb között végeztek a JFL-ben, indulhattak a J2-ben. Az Ehime F.C "feljutását" követően további 6 csapat csatlakozott a J2 League-hoz ezen a rendszeren keresztül.
Ahogyan a klubok száma nőtt, a Liga mérkőzéseinek lebonyolítása a négyszeres, oda-visszavágós rendszerről a háromszorosra csökkent. Ez a 2008-as szezon során lett bevezetve 15 csapattal, és a 2009-es szezon során már 18 csapattal. 2009-ben a J2 League feljutási pozícióit háromra növelte, hogy ellássa a 18 csapatos Ligát. Eredményként a rájátszás, ami lehetővé tette a harmadik helyezett J2-es csapatok számára hogy megküzdjenek a feljutásért a 2004-es szezonban való bevezetése után megszűnt.

#### A dupla oda-visszavágós rendszer bevezetése (2010–2011)
Amikor a Liga csapatainak száma elérte a 19-et a 2010-es szezonban, a J2 League-ben bevezetésre került a dupla, oda-visszavágós rendszer. A Liga folytatta a bővítést 22-es létszámig, de mindaddig nem volt kiesés a Japan Football League-ben. A következő pár szezonban a feljutó csapatok száma tulajdonképpen feltöltésszerűen működött, tehát 22-re egészítették ki a Liga létszámát.

#### A bővítés lezárása és rájátszás (2012–máig)
Amikor a Liga létszáma elérte a 22 csapatot, két új szabály került bevezetésre. Csak az első két helyezés ér automatikus feljutást, amíg a 3-tól 6-ig helyezett csapatok az utolsó, egyben harmadik feljutó helyért rájátszásban vesznek részt, csakúgy, mint a Football League Championship, Serie B, or Segunda División (angol, olasz illetve spanyol másodosztályok). Ugyanakkor a szabályok jelentősen favorizálják a jobb pozícióban végzett csapatokat. 
- A harmadik helyezettnek a hatodik helyezettel, a negyedik helyezett az ötödik helyezettel játszik, mint az európai ligákban, azonban ezektől különbözően egy forduló csak egy mérkőzésből áll, a jobb helyezést elért csapat hazai pályáján.
- A két mérkőzés győztese a jobb helyezést elért csapat otthonában találkozik, vagy egy semleges helyszínen (általában a Tokió Nemzeti Stadionban). Ennek a mérkőzésnek a győztese feljut a J1-be.
- Minden mérkőzés esetében, amennyiben a rendes játékidő után az eredmény döntetlenre áll, a bajnokságban jobb helyezést elérő csapat győzelmével zárul, tehát nincs hosszabbítás illetve tizenegyes párbaj.
- Ha olyan csapat végez hatodik vagy annál jobb helyen, amely nem felel meg a magasabb osztályban való részvételi követelményeknek, akkor nem vehet részt a rájátszásban és a legjobb helyezést elérő csapat automatikusan továbblép.

Továbbá a 2012-es szezontól kezdve maximum két csapat sorolható vissza alacsonyabb osztályba (a 2012-es szezonban, Japan Football League, 2013-tól J3 League), attól függően, hogyan végződött a bajnokság.

#### Jövőbeli tervek (2013–napjainkig)
2013-tól kezdve a klub-licenc rendszer került bevezetésre. Azon klubok, amelyek nem tudtak megfelelni a licenc követelményeinek visszasorolhatóak a harmadosztályba, figyelmen kívül hagyva a Ligában elért pozíciójukat. A harmadik vonal, a J3 League, 2014-ben lett megalapítva, amely olyan csapatokat céloz meg, amelyeknek ambícióik vannak, hogy felkerüljenek a J. League-be. A J2 jelenlegi rendszere minden valószínűség szerint nem fog változni a közeljövőben.

### Események
| Év   | Fontosabb események | # J2 Csapatok | feljutó- helyek | kieső- helyek |
| ---- | --- | ------------- | --------------- | ------------- |
| 1999 | - A J. League két osztályra bővül, kilenc csapat a korábbi Japan Football League-ből csatlakozik a másodosztályhoz az első osztályból kiesett Consadole Sapporoval illetve: a Montedio Yamagata, a Vegalta Sendai, a Omiya Ardija, a Kawasaki Frontale, a Ventforet Kofu, a Sagan Tosu, az FC Tokyo, az Albirex Niigata, és az Oita Trinita - A Japan Football League is újra lett strukturálva, és átveszi a japán harmadik vonal szerepét változatlanul Japan Football League (JFL) néven. Megjegyzés: megkülönböztetésül a korábbi és jelenlegi JFL-t, az új JFL Nihon Football League elnevezést kapja. | 10            | 2               | 0             |
| 2000 | - A Mito HollyHock feljutása a Japan Football League-be | 11            | 2               | 0             |
| 2001 | - A Yokohama FC feljutása a Japan Football League-be | 12            | 2               | 0             |
| 2002 | - Eltörlik a hosszabbítást a másodosztályba és a hagyományos 3-1-0 pontrendszert vezetik be. | 12            | 2               | 0             |
| 2003 | | 12            | 2               | 0             |
| 2004 | - Bevezetésre kerül a kétfordulós Promotion/Relegation Series mivel a következő szezonban a legmagasabb osztály 18 csapatosra bővült. | 12            | 2.5             | 0             |
| 2005 | - J. League első osztálya 18 csapatosra bővül (a 2004-es J1 szezonban nem volt kieső) - A Tokushima Vortis és a Thespa Kusatsu feljut a Japan Football League-ből | 12            | 2.5             | 0             |
| 2006 | - Az Ehime F.C. feljut a Japan Football League-be - Az idegenben lőtt gólok szabálya bevezetésre kerül a rájátszásban - A Liga megalapítja a J. League bővítési bizottságot és újra bevezeti a J. League-es szervezeti tagságot. | 13            | 2.5             | 0             |
| 2007 | | 13            | 2.5             | 0             |
| 2008 | - A két feljutó klub a Japan Football League-ből: a Roasso Kumamoto és az F.C. Gifu - A másodosztályban bevezetik a háromszoros, oda-visszavágós rendszert a korábbi négyszeresről. | 15            | 2.5             | 0             |
| 2009 | - A három feljutó klub a Japan Football League-be: a Tochigi S.C., a Kataller Toyama és a Fagiano Okayama - Megszűnik a rájátszási rendszer és a harmadik helyezett automatikusan feljut a J1-be. | 18            | 3               | 0             |
| 2010 | - Egy feljutó a Japan Football League-ből: a Giravanz Kitakyushu - A másodosztály immáron dupla, oda-visszavágós rendszerben működik az eddigi háromszoros helyett. | 19            | 3               | 0             |
| 2011 | - Egy feljutó csapat a Japan Football League-ből: a Gainare Tottori | 20            | 3               | 0             |
| 2012 | - A Matsumoto Yamaga és a Machida Zelvia feljut a Japan Football League-be - Rájátszási rendszer a harmadik feljutó helyért ismét bevezetésre kerül. - Bevezetésre kerül a körülményektől függő visszasorolás a Japan Football League-be. A Machida Zelvia lett az első csapat, amelyet ilyen okból soroltak vissza. | 22            | 3               | 1             |
| 2013 | - Egy feljutó csapat a Japan Football League-ből: V-Varen Nagasaki - A Gainare Tottori lett az első csapat aki kiesett a J3 League-be miután elvesztette a rájátszást a Kamatamare Sanuki ellen, az utolsó Japan Football League-ből feljutó csapat ellen. | 22            | 3               | 0.5           |
| 2014 | - A Kataller Toyama kiesett a J3 League-be, és a Kamatamare Sanuki játszotta és nyerte az első rájátszást J3-as második helyezett ellen. A Zweigen Kanazawa lett az első J3-ból feljutó csapat. | 22            | 3               | 1.5           |
| 2015 | - A Tochigi SC kiesett a J3 League-be, az Oita Trinita lejátszotta első rájátszási meccsét a J3 második helyezettjével, és kiesett. A Renofa Yamaguchi és a második helyezett Machida Zelvia feljutott a J3 League-be. | 22            | 3               | 1.5           |
| 2016 | - A Giravanz Kitakyushu kiesett a J3 League-be, és a Zweigen Kanazawa lejátszotta és megnyerte rájátszási mérkőzését, így bennmaradt a második helyezett Tochigi SC-vel szemben. Az Oita Trinita feljutott a J3 League-be. | 22            | 3               | 1.5           |
| 2017 | - Ettől a szezontól kezdve a rájátszás megszűnt és két feljutó illetve kieső van a ligában. | 22            | 3               | 2             |

## A liga helyzete a japán futball-piramisban
A másodosztály 1999-es bevezetése óta, a feljutás és kiesés az európaihoz hasonló mintát követ, ahol a J1 két utolsó helyezettje és a J2 élén végzett két csapat garantáltan osztályt vált. A 2004-től a 2008-as szezonig a harmadik helyezett J2-es klub rájátszást játszott a tizenhatodik helyezett J1-es csapattal, aminek az volt a tétje, hogy a győztes a következő szezont már a legmagasabb osztályban kezdhette meg. A 2009-es szezontól az első három J2-ben szereplő klub automatikus feljutást ünnepelhetett, felváltva a három, tabella végén elhelyezkedő egyesületet a J1-ből. Mindazonáltal a feljutás vagy a már megszűnt rájátszásban való részvétel arra támaszkodott, hogy a J2-es csapatok megfelelnek a J1-es "név" által támasztott követelményeknek. Ez nem bizonyult hátráltató tényezőnek, sőt, egyetlen csapat sem lett meg megfosztva a feljutás lehetőségétől amiatt, hogy nem felelt meg a J1 követelményeinek.
A J3 League jelenleg a szövetségi labdarúgó rendszer harmadik foka, kiszorítva a Japan Football League-et (JFL), ami most a rendszer eggyel lejjebb lévő fokát foglalja el. Professzionális liga voltánál fogva a J. League csak bizonyos csapatoknak engedélyezi a J3-ból való feljutást. 2000-ben, 2001-ben és 2006-ban a JFL bajnoka feljutott a J2-be; 2005-ben két csapat is feljutott. 2007-től, a Liga megköveteli a J. League szövetségi tagságot és legalább a negyedik helyezést a JFL-ben (2013-tól a J3-ban) a J2-be való feljutáshoz. Jelenleg két kieső van a J2-ből a J3-ba. 1999 óta összesen 16 csapat jutott fel a JFL-ből (a későbbiekben J3) a J2-be, akik közül kettő az első osztályba is felkerült. Jelenleg a J1-ben 18, a J2-ben 22 csapat található. A másodosztály 20 csapatról 22-re bővült, ami jelenleg is így van, szokásos kiesési és feljutási szabályokkal hatályban.
1999-es bevezetése óta a J2 lebonyolítása konzisztens volt. A klubok négyszeres oda-visszavágós rendszerben játszottak (kettő hazai pályán és kettő idegenben) az 1999-es szezontól egészen a 2007-es szezonig. Abból a célból, hogy helyet adjanak a folyamatban levő bővülési folyamatnak, bevezették a háromszoros oda-visszavágós rendszert a 2008-as és 2009-es szezonokra. A 2001-es szezonig a csapatok hosszabbítást játszottak, ha rendes játékidő után még döntetlenre állt az eredmény, három pontot kaptak a rendes játékidőben való győzelemért, kettőt a hosszabbításban való győzelemért és egy pontot, ha maradt a döntetlen állás (nem voltak büntetők). Viszont a 2002-es szezontól a Liga eltörölte a hosszabbítást, és bevezette a már világszerte alkalmazott 3-1-0 rendszert.
A klubok száma elérte a 19-et 2010-ben; és a Liga lebonyolítási rendszere dupla oda-visszavágósra változott (egy hazai egy idegenbeli mérkőzés). A csapatok száma 20-ra nőtt 2011-ben, és 22-re 2012-ben, ami azóta is változatlan.

## 2017-es szezon

### Liga szabályzat
Huszonkét csapat játszik dupla oda-visszavágós rendszerben, összességében egyenként 42 mérkőzést. Minden csapat három pontot kap a győzelemért, egyet a döntetlenért, illetve nullát a vereségért. A csapatokat sorrendben pontok alapján, illetve jobb statisztikák szerint sorolják be a tabellán a következők szerint: 
- Gólkülönbség
- Szerzett gólok
- Egymás elleni eredmények
- Fegyelmi pontok (sportszerűség)

Ha a szükség úgy hozza a végleges helyezés húzással dől el. Azonban ha két csapat azonos eredménnyel áll az első helyen, mindkét csapatot hivatalosan is bajnoknak tekintik. A két legelöl végzett csapat közvetlenül feljut a J1-be, és a harmadik feljutó hely sorsáról rájátszás dönt a negyedik és hatodik helyezett csapatok között. Megjegyzendő, hogy a rájátszásban való részvételhez a csapatoknak rendelkezniük kell J1-es licenccel, és ha egy vagy több csapat nem tud eleget tenni ennek, nem vehetnek részt a rájátszásban, és nem vehetnek helyettük más csapatok sem részt a rájátszásban.
Az alacsonyabb osztályú J3 League-be való kiesés azon múlik, hogy a feljutási pozícióban levő J3-as csapatok rendelkeznek-e már J2-es licenccel. Maximum két csapat válthat osztályt a két liga között, ez közvetlen feljutással, illetve kieséssel az utolsó két helyezett J2-es csapat (21 illetve 22. helyezett) és az első kettő J3-as csapat (bajnok és második) között dől el. Ha egy feljutásra jelölt J3-as csapat nem tudja megszerezni a J2-es licencet, nem lesz engedélyezve a magasabb osztályba kerülése, és ennek megfelelően kevesebb kieső lesz a J2-ből.
Díjazás
- Első helyezés: 20,000,000 Yen
- Második helyezés: 10,000,000 Yen
- Harmadik helyezés: 5,000,000 Yen

### Részt vevő klubok (2017)
| Klub név          | Csatlakozás éve | J2-es szezonok száma | Otthont adó település         | Első másodosztályú szezon | Másodosztályú szezonok | Óta szerepel a másodosztályban | Utolsó elsőosztályú szereplés éve |
| ----------------- | --------------- | -------------------- | ----------------------------- | ------------------------- | ---------------------- | ------------------------------ | --------------------------------- |
| Avispa Fukuoka    | 1996 (J)        | 13                   | Fukuóka, Fukuóka              | 1991/92                   | 17                     | 2017–                          | 2016                              |
| Shonan Bellmare   | 1994 (J)        | 14                   | Hiracuka, Kanagava            | 1990/91                   | 18                     | 2017–                          | 2015–2016                         |
| Ehime FC          | 2006            | 12                   | Ehime prefektúra városai.     | 2006                      | 12                     | 2006–                          | –                                 |
| Fagiano Okayama   | 2009            | 9                    | Okayama prefektúra városai.   | 2009                      | 9                      | 2009–                          | –                                 |
| FC Gifu           | 2008            | 10                   | Gifu prefektúra városai.      | 2008                      | 10                     | 2008–                          | –                                 |
| Nagoya Grampus    | 1993 (J)        | 1                    | Nagoya, Aicsi                 | 1972                      | 13                     | 2017–                          | 1990–2016                         |
| Mito HollyHock    | 2000            | 18                   | Mito, Ibaraki                 | 1997                      | 20                     | 2000–                          | –                                 |
| JEF United Chiba  | 1993 (J)        | 8                    | Csiba & Icsihara, Csiba       | 2010                      | 8                      | 2010–                          | 1965–2009                         |
| Kamatamare Sanuki | 2014            | 4                    | Takamacu, Kagava              | 2014                      | 4                      | 2014–                          | –                                 |
| Montedio Yamagata | 1999            | 15                   | Yamagata prefektúra városai.  | 1994                      | 20                     | 2016–                          | 2015                              |
| Renofa Yamaguchi  | 2015 (J3)       | 2                    | Yamagucsi prefektúra városai. | 2016                      | 2                      | 2016–                          | –                                 |
| Roasso Kumamoto   | 2008            | 10                   | Kumamoto, Kumamoto            | 2008                      | 10                     | 2008–                          | –                                 |
| Kyoto Sanaga      | 1996 (J)        | 11                   | Kioto délnyugati része.       | 1972                      | 24                     | 2010–                          | 2008–2010                         |
| Thespa Kusatsu    | 2005            | 13                   | Gunma prefektúra városai.     | 2005                      | 13                     | 2005–                          | –                                 |
| Oita Trinita      | 1999            | 11                   | Óita, Óita                    | 1996                      | 14                     | 2017–                          | 2013                              |
| Tokyo Verdy       | 1993 (J)        | 11                   | Tokió                         | 1972                      | 17                     | 2009–                          | 2008                              |
| Yokohama FC       | 2001            | 16                   | Yokohama, Kanagava            | 2001                      | 16                     | 2008–                          | 2007                              |
| V-Varen Nagasaki  | 2013            | 5                    | Nagaszaki prefektúra városai. | 2013                      | 5                      | 2013–                          | –                                 |
| Tokushima Vortis  | 2005            | 11                   | Tokusima prefektúra városai.  | 1990/91                   | 19                     | 2015–                          | 2014                              |
| Matsumoto Yamaga  | 2012            | 5                    | Nagano középső része.         | 2012                      | 5                      | 2016–                          | 2015                              |
| Machida Zelvia    | 2012            | 2                    | Macsida, Tokió                | 2012                      | 3                      | 2016–                          | –                                 |
| Zweigen Kanazawa  | 2014 (J3)       | 3                    | Kanazava, Ishikava            | 2015                      | 3                      | 2015–                          | –                                 |

- Szürke háttérrel az első osztályból idén visszasorolt csapatok vannak jelölve.
- Pinkkel a harmadosztályból idén feljutott csapatok vannak jelölve
- Utolsó elsőosztályú évekhez a Japan Soccer League-ban eltöltött idő is hozzá van számítva..

### Stadionok (2017)
Fő helyszínek a J2-ben:
| Avispa Fukuoka           | Shonan Bellmare              | Ehime F.C.                 | Fagiano Okayama              | Nagoya Grampus           | Matsumoto Yamaga FC             |
| ------------------------ | ---------------------------- | -------------------------- | ---------------------------- | ------------------------ | ------------------------------- |
| Level-5 Stadium          | Shonan BMW Stadium Hiratsuka | Ningineer Stadium          | Kanko Stadium                | Toyota Stadium           | Matsumotodaira Football Stadium |
| Befogadóképesség: 22,563 | Befogadóképesség: 18,500     | Befogadóképesség: 20,000   | Befogadóképesség: 20,000     | Befogadóképesség: 45,000 | Befogadóképesség: 20,396        |
|                          |                              |                            |                              |                          |                                 |
| F.C. Gifu                | Oita Trinita                 | JEF United Ichihara Chiba  | Montedio Yamagata            | Kamatamare Sanuki        | Kyoto Sanga F.C.                |
| Gifu Nagaragawa Stadium  | Ōita Bank Dome               | Fukuda Denshi Arena        | ND Soft Stadium              | Kagawa Marugame Stadium  | Nishikyogoku Athletic Stadium   |
| Befogadóképesség: 20,000 | Befogadóképesség: 40,000     | Befogadóképesség: 18,500   | Befogadóképesség: 20,315     | Befogadóképesség: 30,099 | Befogadóképesség: 20,588        |
|                          |                              |                            |                              |                          |                                 |
| Mito Hollyhock           | Roasso Kumamoto              | Thespakusatsu Gunma        | Renofa Yamaguchi FC          | FC Machida Zelvia        | Tokyo Verdy                     |
| K's denki Stadium Mito   | Umakana Yokana Stadium       | Shoda Shoyu Stadium Gunma  | Yamaguchi Ishin Park Stadium | Machida Athletic Stadium | Ajinomoto Stadium               |
| Befogadóképesség: 12,000 | Befogadóképesség: 32,000     | Befogadóképesség: 15,253   | Befogadóképesség: 20,000     | Befogadóképesség: 10,600 | Befogadóképesség: 49,970        |
|                          |                              |                            |                              |                          |                                 |
| Tokushima Vortis         | V-Varen Nagasaki             | Yokohama FC                | Zweigen Kanazawa             |                          |                                 |
| Pocarisweat Stadium      | Nagasaki Athletic Stadium    | Nippatsu Mitsuzawa Stadium | Ishikawa Kanazawa Stadium    |                          |                                 |
| Befogadóképesség: 20,441 | Befogadóképesség: 20,246     | Befogadóképesség: 15,454   | Befogadóképesség: 20,000     |                          |                                 |
|                          |                              |                            |                              |                          |                                 |

### Korábbi klubok
| Klub ok             | Csatlakozás éve | J2 szezonok száma | Otthont adó város             | Első 2. ligás szereplés | Második ligás szereplések | Utolsó második ligás szereplés | Jelenlegi osztály |
| ------------------- | --------------- | ----------------- | ----------------------------- | ----------------------- | ------------------------- | ------------------------------ | ----------------- |
| Albirex Niigata     | 1999            | 5                 | Niigata & Szeiro, Niigata     | 1998                    | 6                         | 1998–2003                      | J1                |
| Omija Ardija        | 1999            | 7                 | Szaitama, Szaitama            | 1987/88                 | 17                        | 2015                           | J1                |
| Cerezo Osaka        | 1995 (J)        | 6                 | Oszaka és Szakai, Oszaka      | 1991/92                 | 10                        | 2015–2016                      | J1                |
| Consadole Sapporo   | 1998 (J)        | 14                | Hokkaidó prefektúra városai.  | 1978                    | 31                        | 2013–2016                      | J1                |
| Kawasaki Frontale   | 1999            | 5                 | Kavaszaki, Kanagava           | 1972                    | 25                        | 2001–2004                      | J1                |
| Gainare Tottori     | 2011            | 3                 | Tottori prefektúra városai.   | 2011                    | 3                         | 2011–2013                      | J3                |
| Gamba Osaka         | 1993 (J)        | 1                 | Szuita, Oszaka                | 1984                    | 4                         | 2013                           | J1                |
| Giravanz Kitakyushu | 2010            | 7                 | Kitakjushú, Fukuoka           | 2010                    | 7                         | 2010–2016                      | J3                |
| Júbilo Iwata        | 1994 (J)        | 2                 | Ivata, Sizuóka                | 1979                    | 6                         | 2014–2015                      | J1                |
| Kataller Toyama     | 2009            | 6                 | Tojama prefektúra városai.    | 2009                    | 6                         | 2009–2014                      | J3                |
| Kashiwa Reysol      | 1995 (J)        | 2                 | Kasiva, Csiba                 | 1987/88                 | 8                         | 2010                           | J1                |
| Urawa Red Diamonds  | 1993 (J)        | 1                 | Szaitama, Szaitama            | 1989/90                 | 2                         | 2000                           | J1                |
| Shimizu S-Pulse     | 1993 (J)        | 1                 | Sidzuoka, Sidzuoka            | 2016                    | 1                         | 2016                           | J1                |
| Sagan Tosu          | 1999            | 13                | Toszu, Szaga                  | 1997                    | 15                        | 1997–2011                      | J1                |
| Sanfrecce Hiroshima | 1993 (J)        | 2                 | Hirosima, Hirosima            | 1984                    | 7                         | 2008                           | J1                |
| FC Tokyo            | 1999            | 2                 | Tokió                         | 1991/92                 | 10                        | 2011                           | J1                |
| Tochigi SC          | 2009            | 7                 | Ucunomija, Tócsigi            | 2009                    | 7                         | 2009–2015                      | J3                |
| Vegalta Sendai      | 1999            | 9                 | Szendai, Mijagi               | 1995                    | 13                        | 2004–2009                      | J1                |
| Ventforet Kofu      | 1999            | 11                | Jamanashi prefektúra városai. | 1972                    | 36                        | 2012                           | J1                |
| Vissel Kobe         | 1997 (J)        | 2                 | Kobe, Hjógo                   | 1986/87                 | 11                        | 2013                           | J1                |

- Pinkkel az előző kiírásban első osztályba jutott csapatok vannak kiemelve.
- Szürkével az előző kiírásban harmadosztályba sorolt csapatok vannak kiemelve.

## Bajnokok és feljutók
A két legjobb helyezést elérő csapat feljut. A 2004-estől a 2008-as szezonig a harmadik helyezett a J1 tizenhatodik helyezettjével játszott rájátszási mérkőzést a legmagasabb osztályban való szereplésért. A 2009-es szezontól a 2011-es szezonig a harmadik helyezés egyenes feljutást eredményezett. A 2012-es szezon kezdetétől a harmadik feljutó hely a harmadik és hatodik helyezettek között rendezett rájátszási rendszerben dőlt el.
| Év   | Bajnok              | Második helyezett   | Harmadik helyezett    | Rájátszás győztese      |
| ---- | ------------------- | ------------------- | --------------------- | ----------------------- |
| 1999 | Kawasaki Frontale   | FC Tokyo            | Oita Trinita          | nincs                   |
| 2000 | Consadole Sapporo   | Urawa Red Diamonds  | Oita Trinita          | nincs                   |
| 2001 | Kyoto Purple Sanga  | Vegalta Sendai      | Montedio Yamagata     | nincs                   |
| 2002 | Oita Trinita        | Cerezo Osaka        | Albirex Niigata       | nincs                   |
| 2003 | Albirex Niigata     | Sanfrecce Hiroshima | Kawasaki Frontale     | nincs                   |
| 2004 | Kawasaki Frontale   | Omija Aridja        | Avispa Fukuoka †      | nincs                   |
| 2005 | Kyoto Purple Sanga  | Avispa Fukuoka      | Ventrofet Kofu ‡      | nincs                   |
| 2006 | Yokohama FC         | Kashiwa Reysol      | Vissel Kobe ‡         | nincs                   |
| 2007 | Consadole Sapporo   | Tokyo Verdy 1969    | Kyoto Sanga ‡         | nincs                   |
| 2008 | Sanfrecce Hiroshima | Montedio Yamagata   | Vegalta Sendai †      | nincs                   |
| 2009 | Vegalta Sendai      | Cerezo Osaka        | Shonan Bellmare       | nincs                   |
| 2010 | Kashiwa Reysol      | Ventforet Kofu      | Avispa Fukuoka        | nincs                   |
| 2011 | FC Tokyo            | Sagan Tosu          | Consadole Sapporo     | nincs                   |
| 2012 | Ventforet Kofu      | Shonan Bellmare     | Kyoto Sanga           | Oita Trinita (6th)      |
| 2013 | Gamba Osaka         | Vissel Kobe         | Kyoto Sanga           | Tokushima Vortis (4th)  |
| 2014 | Shonan Bellmare     | Matsumoto Yamaga    | JEF United Chiba      | Montedio Yamagata (6th) |
| 2015 | Omija Ardija        | Júbilo Iwata        | Avispa Fukuoka (3th)‡ | Avispa Fukuoka (3th)‡   |
| 2016 | Consadole Sapporo   | Shimizu S-Pulse     | Cerezo Osaka (4th)‡   | Cerezo Osaka (4th)‡     |

* Félkövér jelöli a feljutó csapatokat;
† Vereséget szenvedett a rájátszásban;
‡ Megnyerte a rájátszást és feljutott;

### Legsikeresebb csapatok
A vastagon szedett csapatok a J2-ben szerepelnek a 2017-es szezonban.
| Klub                | Bajnoki címek | Második helyezés | Feljutások | Bajnoki győzelmek | Második helyezés | Feljutás évei          |
| ------------------- | ------------- | ---------------- | ---------- | ----------------- | ---------------- | ---------------------- |
| Consadole Sapporo   | 3             | 0                | 4          | 2000, 2007, 2016  |                  | 2000, 2007, 2011, 2016 |
| Kyoto Sanga         | 2             | 0                | 3          | 2001, 2005        |                  | 2001, 2005, 2007       |
| Kawasaki Frontale   | 2             | 0                | 2          | 1999, 2004        |                  | 1999, 2004             |
| Ventforet Kofu      | 1             | 1                | 3          | 2012              | 2010             | 2005, 2010, 2012       |
| Shonan Bellamare    | 1             | 1                | 3          | 2014              | 2012             | 2009, 2012, 2014       |
| Sanfrecce Hiroshima | 1             | 1                | 2          | 2008              | 2003             | 2003, 2008             |
| Vegalta Sendai      | 1             | 1                | 2          | 2009              | 2001             | 2001, 2009             |
| Kashiwa Reysol      | 1             | 1                | 2          | 2010              | 2006             | 2006, 2010             |
| FC Tokyo            | 1             | 1                | 2          | 2011              | 1999             | 1999, 2011             |
| Omiya Ardija        | 1             | 1                | 2          | 2015              | 2004             | 2004, 2015             |
| Oita Trinita        | 1             | 0                | 2          | 2002              |                  | 2002, 2012             |
| Albirex Niigata     | 1             | 0                | 1          | 2003              |                  | 2003                   |
| Yokohama FC         | 1             | 0                | 1          | 2006              |                  | 2006                   |
| Gamba Osaka         | 1             | 0                | 1          | 2013              |                  | 2013                   |
| Cerezo Osaka        | 0             | 2                | 3          |                   | 2002, 2009       | 2002, 2009, 2016       |
| Avispa Fukuoka      | 0             | 1                | 3          |                   | 2005             | 2005, 2010, 2015       |
| Vissel Kobe         | 0             | 1                | 2          |                   | 2013             | 2006, 2013             |
| Montedio Yamagata   | 0             | 1                | 2          |                   | 2008             | 2008, 2014             |
| Urawa Red Diamonds  | 0             | 1                | 1          |                   | 2000             | 2000                   |
| Tokyo Verdy         | 0             | 1                | 1          |                   | 2007             | 2007                   |
| Sagan Tosu          | 0             | 1                | 1          |                   | 2011             | 2011                   |
| Matsumoto Yamaga    | 0             | 1                | 1          |                   | 2014             | 2014                   |
| Júbilo Iwata        | 0             | 1                | 1          |                   | 2015             | 2015                   |
| Shimizu S-Pulse     | 0             | 1                | 1          |                   | 2016             | 2016                   |
| Tokushima Vortis    | 0             | 0                | 1          |                   |                  | 2013                   |

### Rájátszási eredmények
| Szezon | Első elődöntő (harmadik a hatodik ellen) | Második elődöntő (negyedik az ötödik ellen) | Döntő                                  |
| ------ | ---------------------------------------- | ------------------------------------------- | -------------------------------------- |
| 2012   | Kyoto Sanga 0–4 Oita Trinita             | Yokohama FC 0–4 JEF United Chiba            | Oita Trinita 1–0 JEF United Chiba      |
| 2013   | Kyoto Sanga 0–0 V-Varen Nagasaki         | Tokushima Vortis 1–1 JEF United Chiba       | Kyoto Sanga 0–2 Tokushima Vortis       |
| 2014   | Nem volt megrendezve                     | Júbilo Iwata 1–2 Montedio Yamagata          | JEF United Chiba 0–1 Montedio Yamagata |
| 2015   | Avispa Fukuoka 1–0 V-Varen Nagasaki      | Cezero Osaka 0–0 Ehime FC                   | Avispa Fukuoka 1–1 Cezero Osaka        |
| 2016   | Matsumoto Yamaga 1–2 Fagiano Okayama     | Cezero Osaka 1–1 Kyoto Sanga                | Cerezo Osaka 1–0 Fagiano Okayama       |

Eredmények
| Klubok            | Részvétel | Bajnoki cím | Második helyezés | Szezonok amiben részt vett | Bajnoki győzelem | Második helyezés |
| ----------------- | --------- | ----------- | ---------------- | -------------------------- | ---------------- | ---------------- |
| Cerezo Osaka      | 2         | 1           | 1                | 2015, 2016                 | 2016             | 2015             |
| Oita Trinita      | 1         | 1           | 0                | 2012                       | 2012             |                  |
| Tokushima Vortis  | 1         | 1           | 0                | 2013                       | 2013             |                  |
| Montedio Yamagata | 1         | 1           | 0                | 2014                       | 2014             |                  |
| Avispa Fukuoka    | 1         | 1           | 0                | 2015                       | 2015             |                  |
| JEF United Chiba  | 3         | 0           | 2                | 2012, 2013, 2014           |                  | 2012, 2014       |
| Kyoto Sanaga      | 2         | 0           | 1                | 2012, 2013                 |                  | 2013             |
| Yokohama FC       | 1         | 0           | 0                | 2012                       |                  |                  |
| V-Varen Nagasaki  | 1         | 0           | 0                | 2013                       |                  |                  |
| Júbilo Iwata      | 1         | 0           | 0                | 2014                       |                  |                  |
| Ehime FC          | 1         | 0           | 0                | 2015                       |                  |                  |

## Eddigi kiesők
A másodosztály megalapításakor, a Liga nem vezetett be semmilyen kiesési mechanizmust a J2 és az (akkori) harmadik vonal, a Japan Football League között, így az átkerülés csak egyirányú volt. Az évek során történő folyamatos bővülés hatására az osztály elérte a tervezett 22 tagot, ennek következtében lehetővé tette a J. League-nek hogy a táblázat alján helyet foglaló csapatokat visszasorolja a JFL-be. A Zelvia egy igen szerencsétlen mérföldkövet tudhat magáénak a 2012-es évben, hiszen ők lettek az első és egyetlen csapat, amely a J2-ből kiesett a JFL-be. A következő évben megalakult a professzionális J3 League, lehetővé téve az állandó kieséses rendszert a második és harmadik vonal között.
A szabályok a J2 illetve J3 közötti osztályváltásra 2017-től a következők szerint alakulnak: a 21. és 22. helyezett csapatok kiesnek és a J3-as bajnok és a második helyezett jutnak fel helyettük. Amennyiben az egyik vagy mindkét J3-as feljutó sem rendelkezik J2 licenccel, akkor nem fognak engedélyt kapni a magasabb osztályban való szereplésre, és a kieső helyek ennek megfelelően lesznek csökkentve.
| Év   | 21. helyezés       | 22. helyezés        |
| ---- | ------------------ | ------------------- |
| 2012 | FC Gifu            | Machida Zelvia      |
| 2013 | FC Gifu            | Gainare Tottori‡    |
| 2014 | Kamatamare Sanuki† | Kataller Toyama     |
| 2015 | Oita Trinita‡      | Tochigi SC          |
| 2016 | Zweigen Kanazawa   | Giravanz Kitakyushu |

* Félkövér jelzi a kiesett csapatokat;
† Megnyerte a rájátszást J3-as csapat ellen;
‡ Elvesztette a rájátszást J3 vagy JFL-es csapat ellen.

## Más versenysorozatok
Belföldi versenysorozatok
- Császári kupa (1921–)
- Xerox szuperkupa (1994–)

Megszűnt versenysorozatok
- Rájátszás (play-offs) (2004–2008, 2014–)

## Játékosok

### Legjobb góllövők
| Év   | Játékos       | Nemzetiség | Csapat              | Gólok száma |
| ---- | ------------- | ---------- | ------------------- | ----------- |
| 1999 | Takuya Jinno  | JPN        | Oita Trinita        | 19          |
| 2000 | Emerson Sheik | BRA        | Consadole Sapporo   | 31          |
| 2001 | Marcos        | BRA        | Vegalta Sendai      | 34          |
| 2002 | Marx          | BRA        | Albirex Niigata     | 19          |
| 2003 | Marx          | BRA        | Albirex Niigata     | 32          |
| 2004 | Juninho       | BRA        | Kawasaki Frontale   | 37          |
| 2005 | Paulinho      | BRA        | Kyoto Purple Sanga  | 22          |
| 2006 | Borges        | BRA        | Vegalta Sendai      | 26          |
| 2007 | Hulk          | BRA        | Tokyo Verdy         | 37          |
| 2008 | Hisato Sato   | JPN        | Sanfrecce Hiroshima | 28          |
| 2009 | Shinji Kagawa | JPN        | Cerezo Osaka        | 27          |
| 2010 | Mike Havenaar | JPN        | Ventforet Kofu      | 20          |
| 2011 | Yohei Toyoda  | JPN        | Sagan Tosu          | 23          |
| 2012 | Davi          | BRA        | Ventforet Kofu      | 32          |
| 2013 | Kempes        | BRA        | JEF United Chiba    | 22          |
| 2014 | Masashi Oguro | JPN        | Kyoto Sanga         | 26          |
| 2015 | Jay Bothroyd  | ENG        | Júbilo Iwata        | 20          |
| 2016 | Jong Tae-se   | PRK        | Shimizu S-Pulse     | 26          |

## Fordítás
Ez a szócikk részben vagy egészben  a   J2 League című angol Wikipédia-szócikk ezen változatának fordításán alapul.  Az eredeti cikk szerkesztőit annak laptörténete sorolja fel. Ez a jelzés csupán a megfogalmazás eredetét és a szerzői jogokat jelzi, nem szolgál a cikkben szereplő információk forrásmegjelöléseként.